# Vila Fuchsových
Vila Fuchsových je vila vybudovaná v roce 1935 na Pražském Předměstí (čp. 985) v Hradci Králové. Vilu navrhl pro židovského textilního obchodníka Karla Fuchse a jeho manželku Malču pražský německý architekt Kurt Spielmann. Stavitelem vily a autorem některých dispozičních změn byl František Komárek.

## Historie
Projekt domu je datován 11. února 1935, stavební povolení pak bylo vydáno 25. února 1935, a hned v únoru rovněž započala stavba. Ta byla dokončena v prosinci 1935. Tříčlenná židovská rodina Fuchsových nicméně objekt obývala jen do roku 1939, kdy emigrovala do Anglie. Vila byla poté německými okupanty využívána zřejmě jako kasino. Po válce byl dům sídlem státního statku a pak (od léta 1945, od roku 1948, od 60. let 20. století) zde působil Český rozhlas Hradec Králové. Pro potřeby rozhlasu byly v budově provedeny zejména v 50. letech 20. století různé stavební úpravy, v 90. letech pak byly vzhledem k nárůstu personálu rozhlasu umístěny na zahradě domu unimobuňky. Od roku 1999 má vila nového soukromého majitele, který provedl v letech 2001–2007 rozsáhlou rekonstrukci domu se záměrem vrátit jej do původního stavu. Autorem architektonického návrhu rekonstrukce byl hradecký architekt Jan Hochman. V rámci rekonstrukce bylo mj. vybouráno téměř 80 místností (např. nahrávacích studií nebo skladů), které byly v průběhu let do interiéru vily vestavěny.

## Architektura

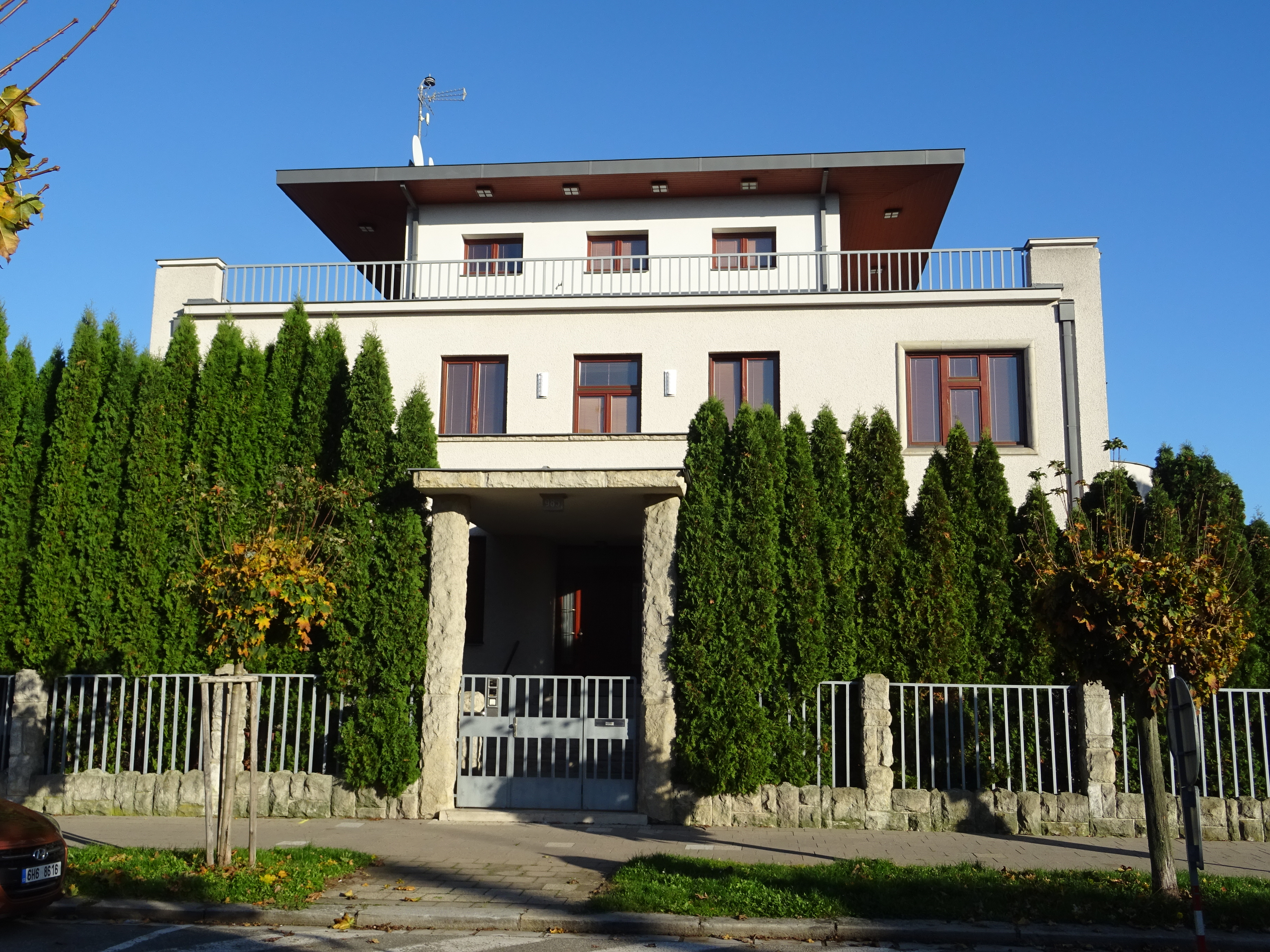
Průčelí s masivním vstupem

Stavba je patrová, zcela podsklepená a s částečným podkrovím. V suterénu byl navržen jeden byt a technické místnosti (sklepy, prádelna, sušárna, kotelna…). Přízemí, určené pro velký byt rodiny Fuchsových, pak bylo dvouramenným dubovým schodištěm spojeno s patrem, kde byly např. další ložnice a hostinský pokoj. Podkroví (druhé patro) obsahovalo pouze skladovací prostory, umožňovalo ale přístup na rozsáhlou střešní terasu.
Dům se vyznačuje množstvím typicky funkcionalistických prvků (rovná střecha, jednoduché členění budovy, výrazné prosklení). Jiné prvky se ale funkcionalistickému stylu vymykají – například výrazně předsazené vstupní schodiště a masivní ostění vstupu.